# Rosenplister
Rosenplister (Lamium maculatum) är en kransblommig växtart som beskrevs av Carl von Linné. Enligt Catalogue of Life ingår Rosenplister i släktet plistrar och familjen kransblommiga, men enligt Dyntaxa är tillhörigheten istället släktet plistrar och familjen kransblommiga. Arten är reproducerande i Sverige. Inga underarter finns listade i Catalogue of Life.

## Bildgalleri

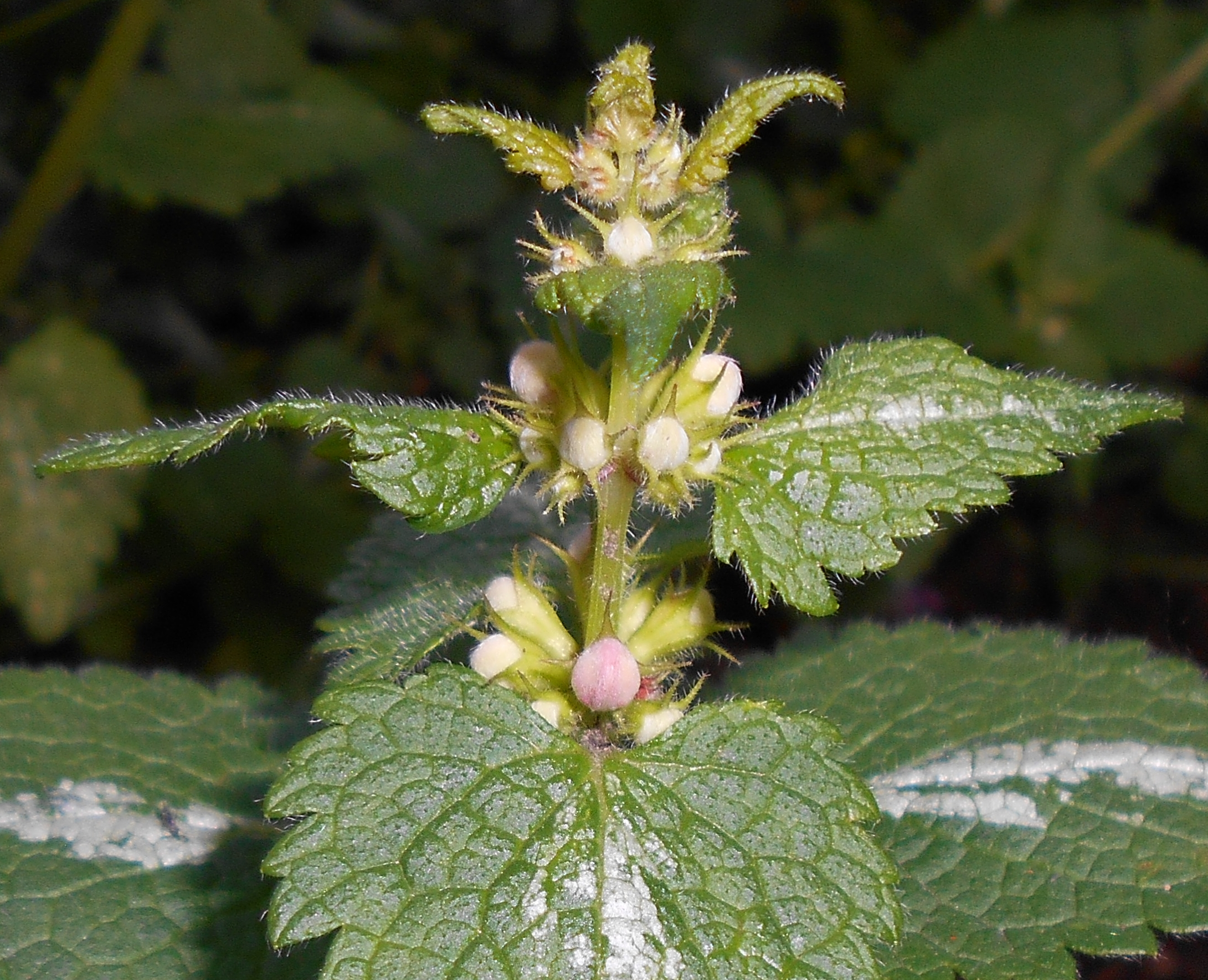
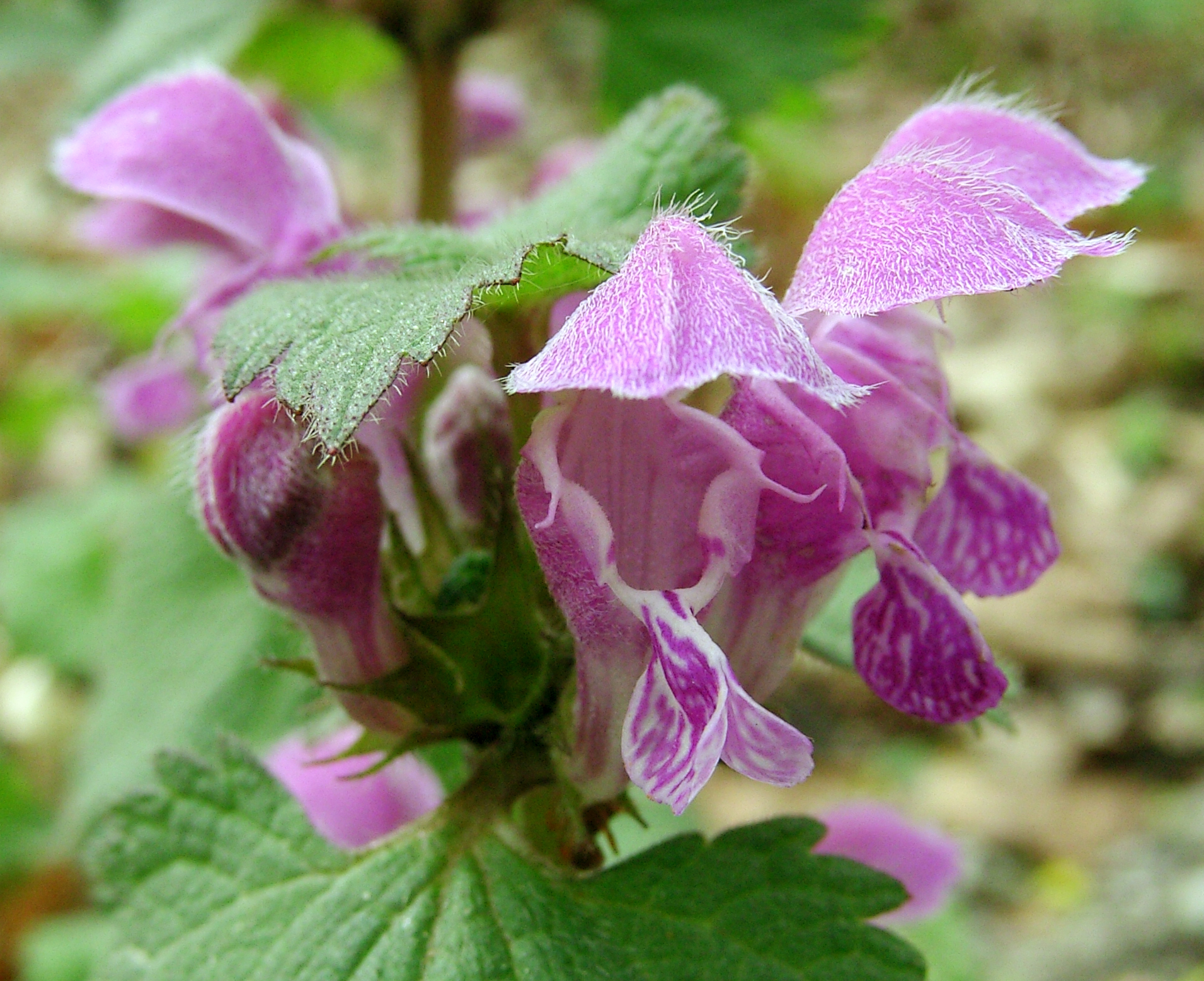
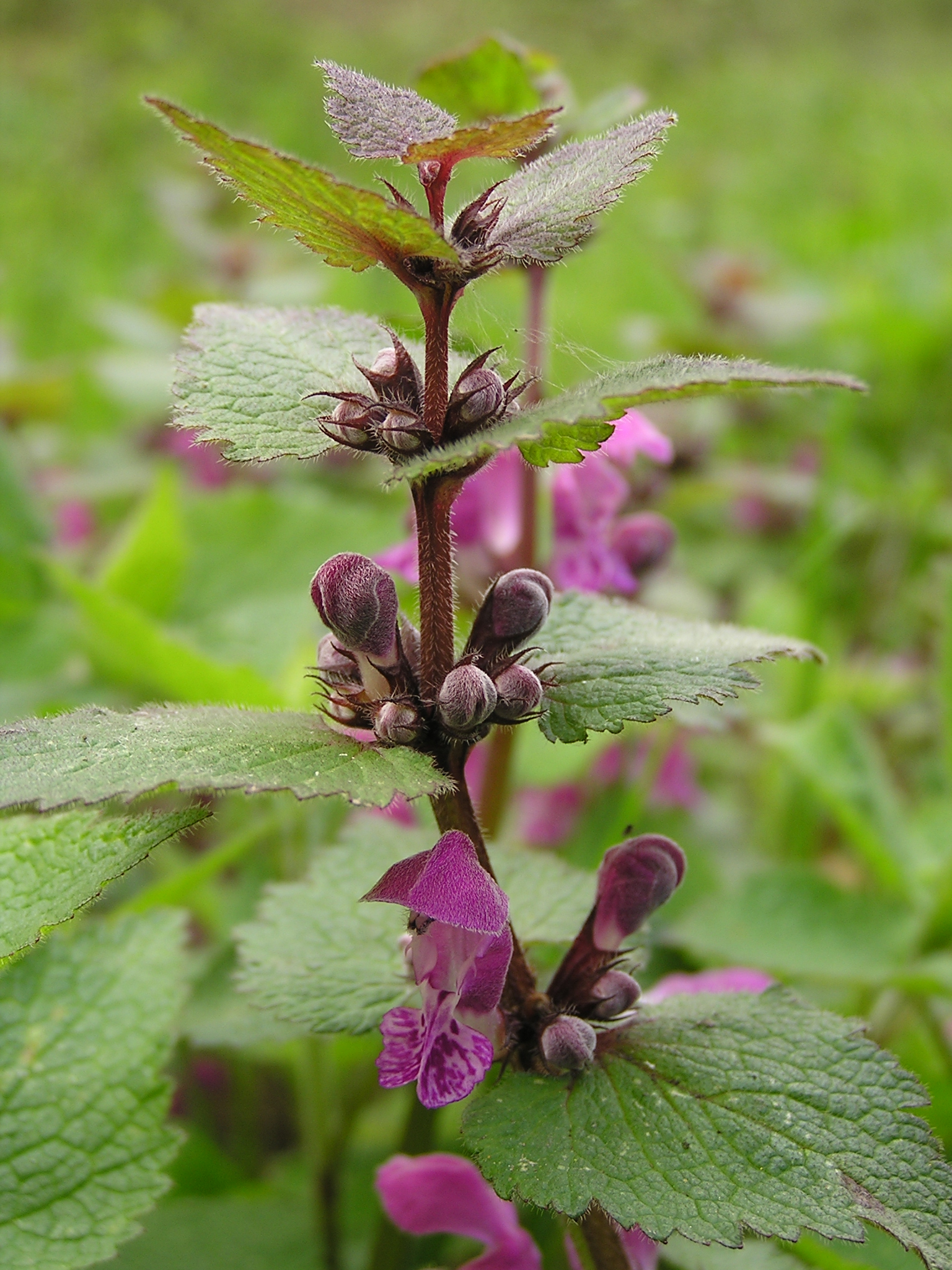
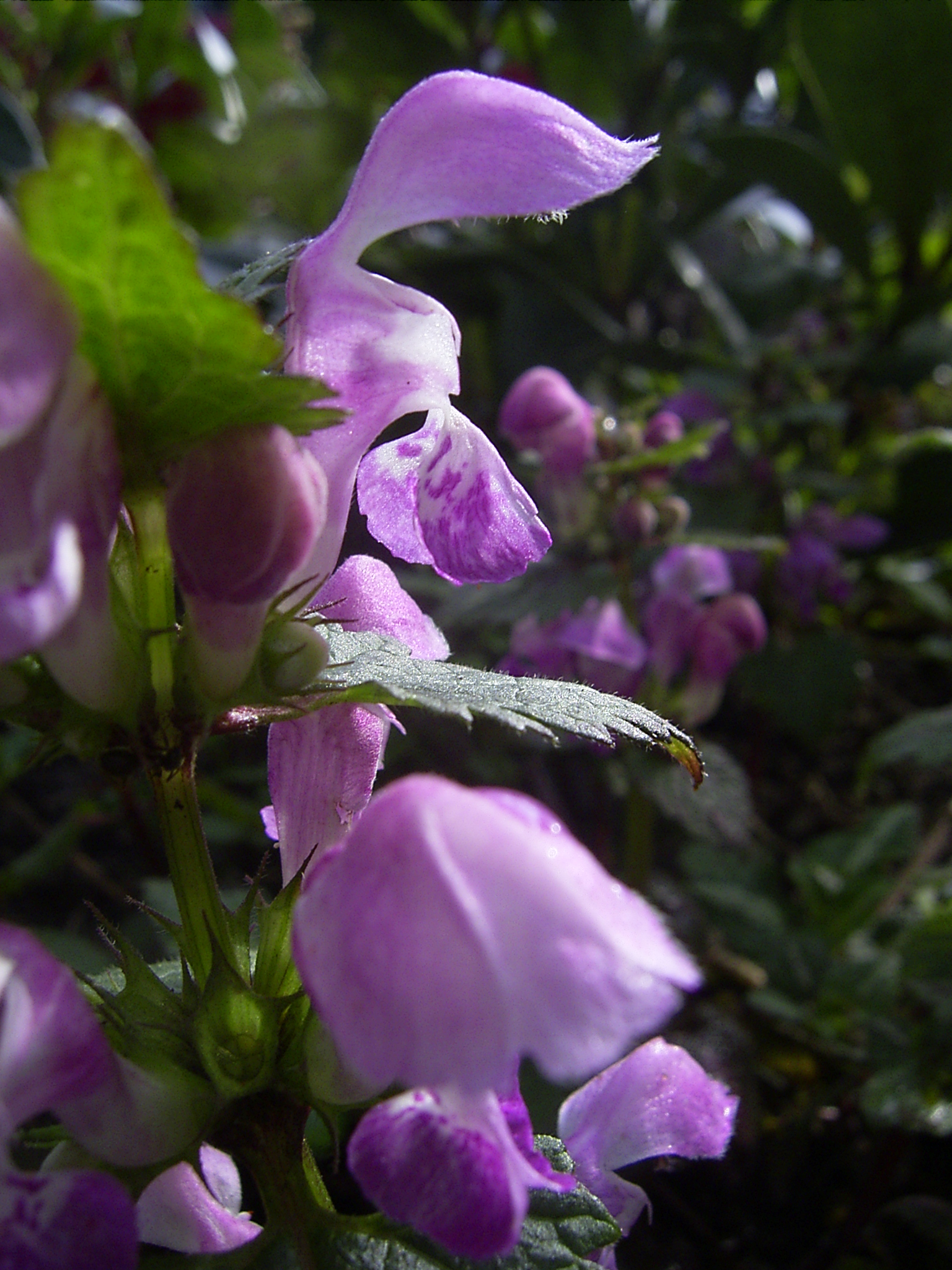
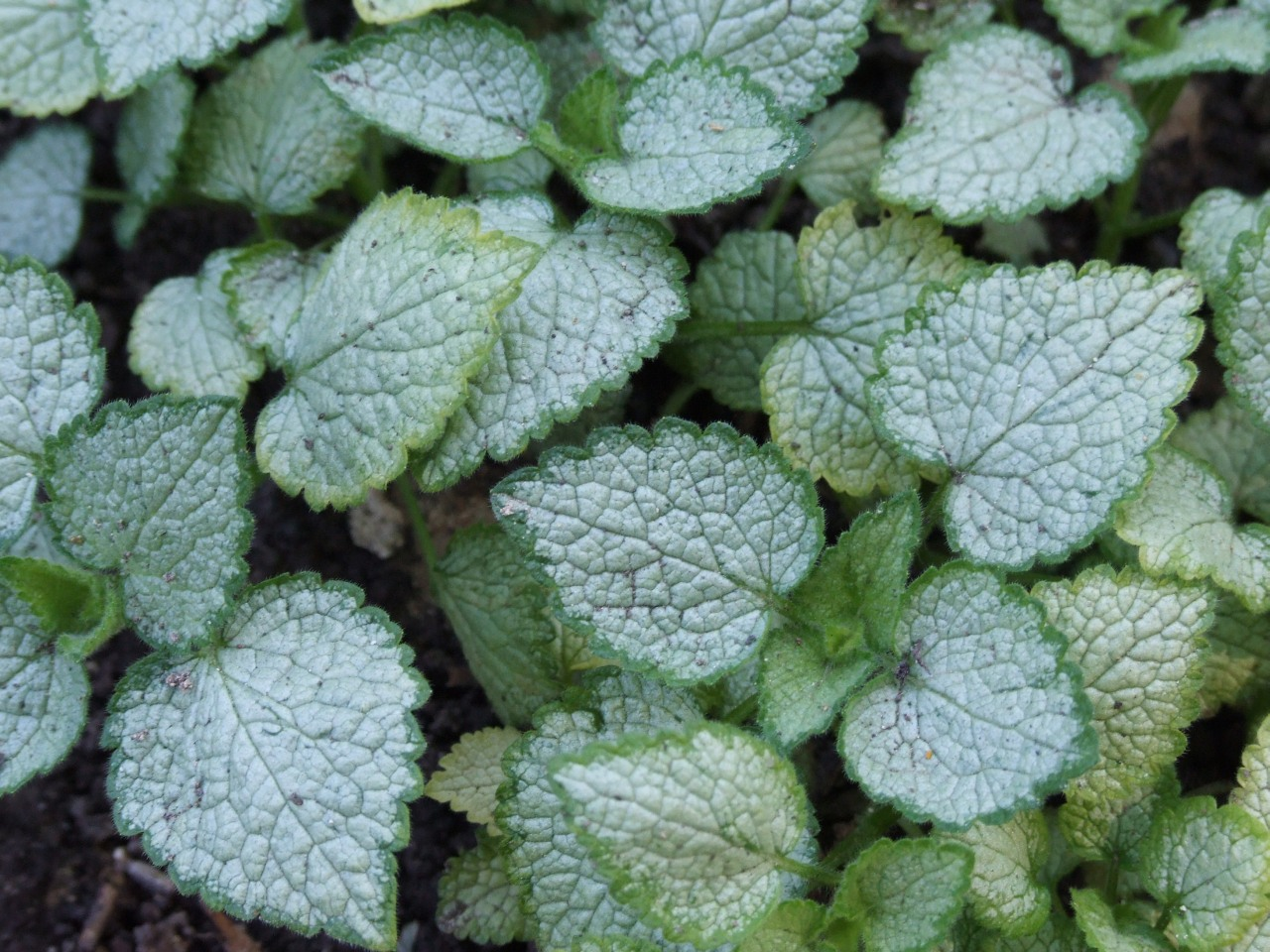
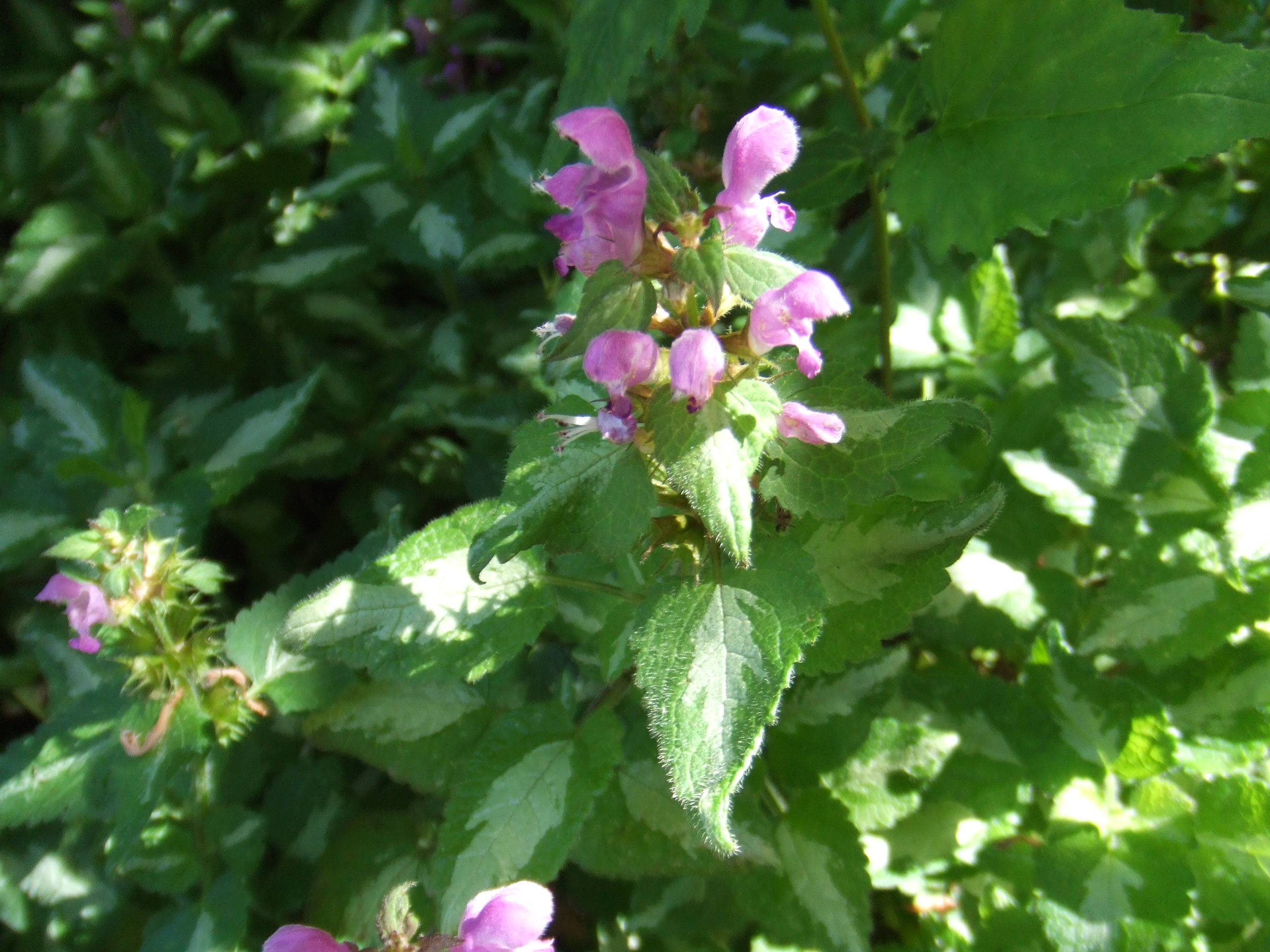
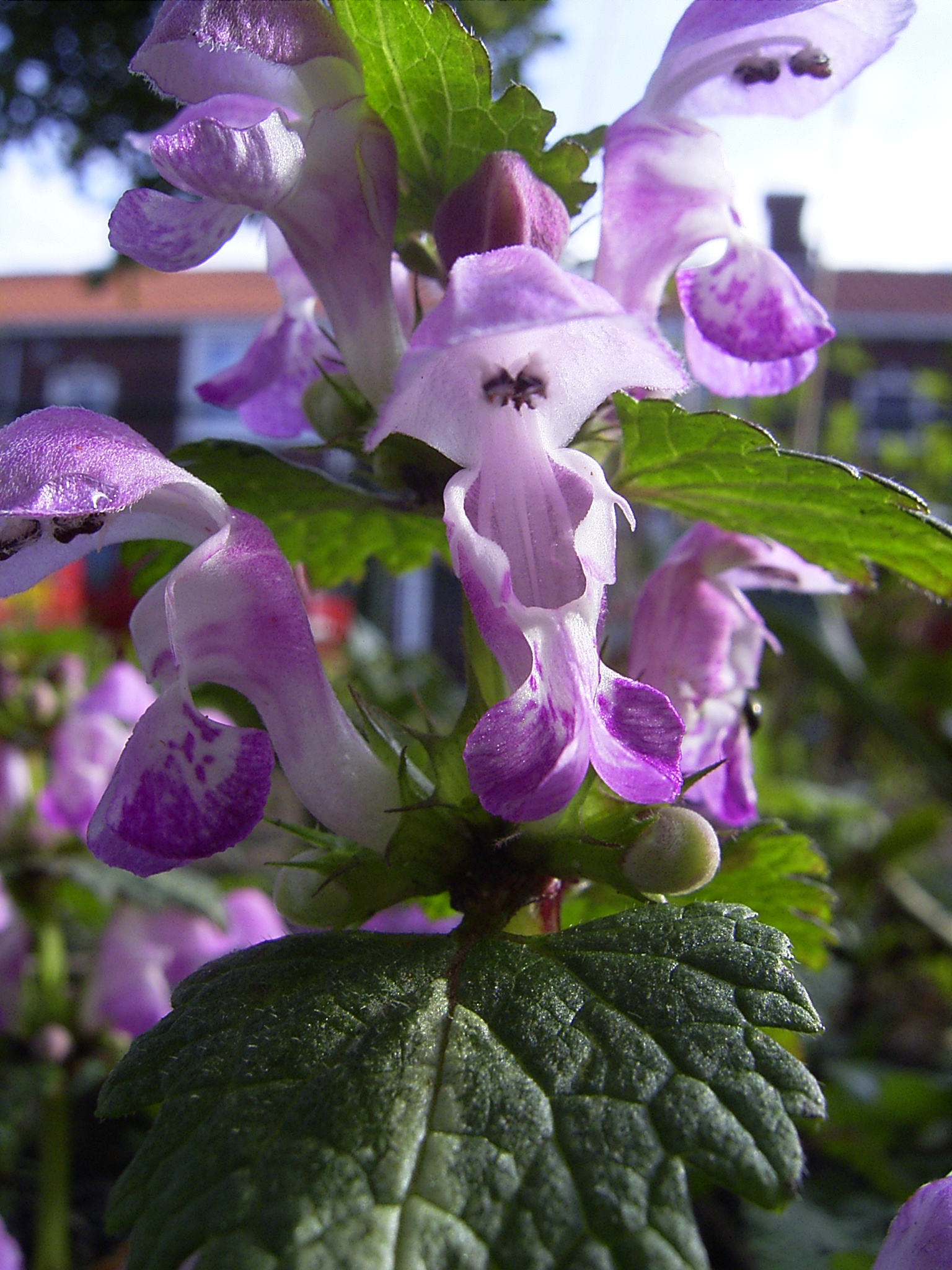